# Lettisches Nationales Kunstmuseum

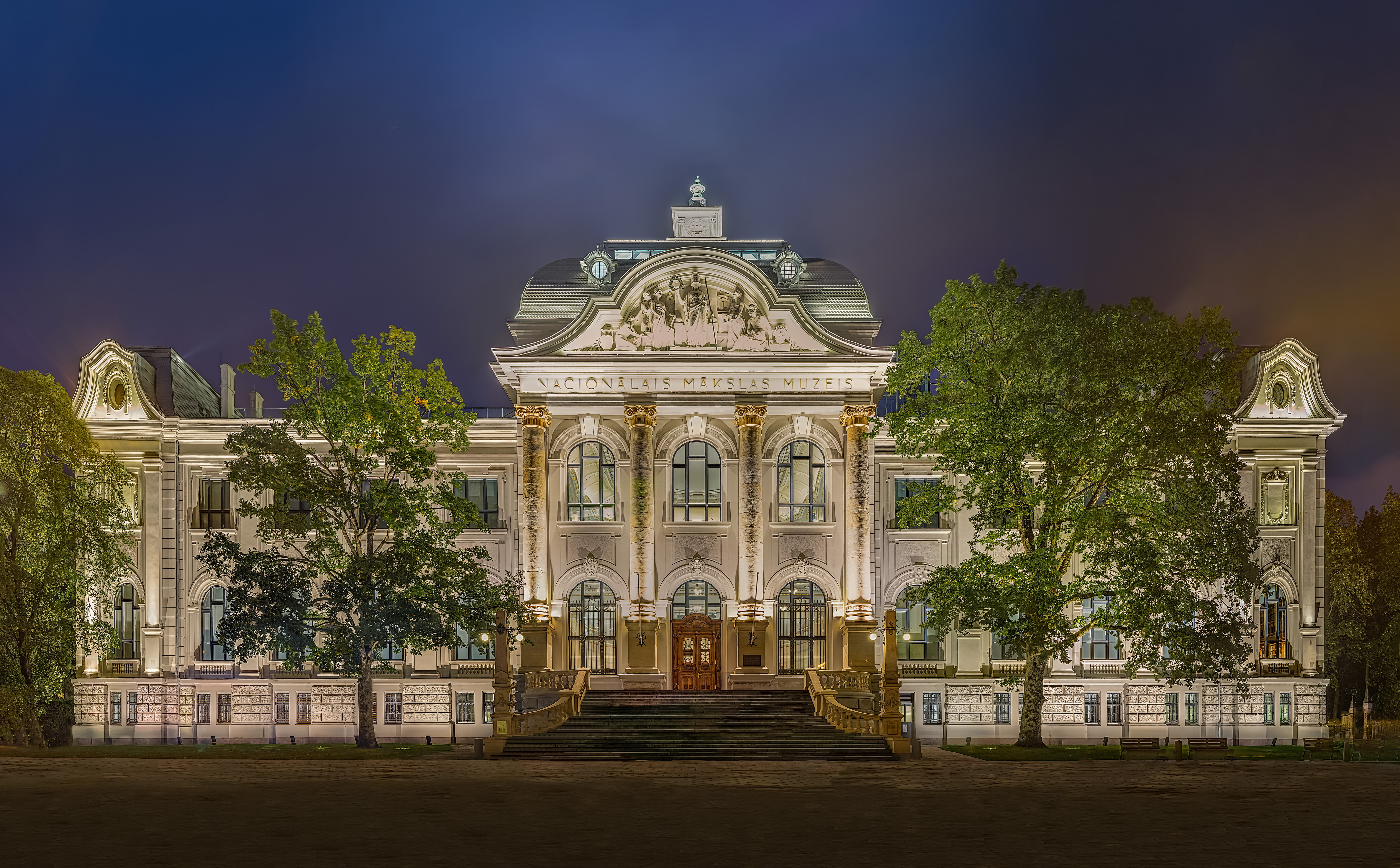
Gebäude des Museums (2017)

Das Lettische Nationale Kunstmuseum (Latvijas Nacionālais mākslas muzejs) ist ein Museum in der lettischen Hauptstadt Riga.
Es befindet sich am Park Esplanāde nordöstlich der Altstadt in einem Gebäude von 1905, das der Architekt Wilhelm Neumann entwarf.
Das Museum beherbergt die bedeutendste Sammlung lettischer Kunst, darunter Gemälde von Vilhelms Purvītis und Janis Rozentāls. Insgesamt verfügt das Museum über etwa 52.000 Werke der lettischen, baltischen und russischen Kunst von der Mitte des 18. Jahrhunderts bis heute.
Nach einer mehrjährigen Restaurierung wurde das Museum im Mai 2016 wieder eröffnet.